# 鈴木十郎
鈴木 十郎（すずき じゅうろう、1896年〈明治29年〉4月8日 - 1975年〈昭和50年〉5月4日）は、日本の政治家。小田原市長（5期）。歌舞伎研究家 。

## 経歴
現在の神奈川県小田原市出身。
1909年（明治42年）、神奈川県立第二中学校（現:神奈川県立小田原高等学校）に入学。同級に終生の友となる牧野信一（のち小説家）がいた。早稲田大学英文科中退。早大時代、同人誌「金と銀」「象徴」などを主宰した。読売新聞、朝日新聞、歌舞伎座支配人、松竹系の役員を務めた。
1949年（昭和24年）に小田原市長に初当選し5期務めた。この間、全国市長会副会長、関東市長会会長、国保中央会理事などを務めた。1969年に市長を引退。1975年死去。